# Мирјана Живковић
Мирјана Живковић (Сплит, 3. мај 1935 — Београд, 26. април 2020) je била српска композиторка, музиколог, музички педагог, писац теоретичар и дугогодишња професорка на Универзитету уметности у Београду.

## Биографија
Рођена је 3. маја 1935. у Сплиту. Опште и музичко образовање је стекла у Београду. У средњој музичкој школи „Јосип Славенски” је завршила одсек клавир, а на Факултету музичке уметности у Београду композицију 1964. у класи професора Станојла Рајичића. Завршила је и студије светске књижевности на Филолошком факултету у Београду. Као стипендиста француске владе је 1967—68. студирала на Париском конзерваторијуму код Оливија Месијана и Нађе Буланже. Магистрирала је композицију на Факултету музичке уметности 1974. године. Од 1964—1976. је радила као професор у музичкој школи „Јосип Славенски” у Београду где је предавала хармонију, контрапункт, музичке форме и композицијске вежбе, а 1976. године је постала хонорарни доцент на Факултету музичке уметности у Београду и редовни професор предмета хармонија са хармонском анализом и теоријске методике наставе. Била је шеф Катедре за теоријске предмете на Факултету музичке уметности 1998—2001, а након пензионисања је неко време, на истом факултету, водила мастер студије из области теорије музике. Радила је и као професор хармоније на Филолошко-уметничком факултету у Крагујевцу. Њена улога у реорганизацији и модернизацији програма за предмет хармонија је значајна. Посебно се ангажовала на уређењу и отварању Легата Јосипа Славенског, а дуги низ година је била и члан уредништва за штампање сабраних дела овог композитора. По одласку у пензију се интензивно бавила компоновањем, као и уређивачким радом у припреми за објављивање дела домаћих композитора и дела из области музичке теорије. Од шездесетих година сарађује са многим листовима и часописима међу којима су Студент, Данас и Про Мусица. Добитница је награде Радио телевизије Београда и награде Стеван Христић 1964. године за композиције Sinfonia polifonica за симфонијски оркестар, прве награде Конзерваторијума у Фонтенблу 1968. за мецосопран и четири тимпана Басма (Инкантација), награде СОКОЈ-а 1982. за клавир Мала шаљива варијација и прве награде на конкурсу Удружења композитора Србије 1982. за циклус песама за дечији хор и клавир Домаће животиње. За свој педагошки рад је добила две угледне награде: Златну плакету Универзитета уметности 1997. и награду за животно дело Друштва музичких педагога Србије 2004. године. Била је члан Удружења композитора Србије. Објавила је два уџбеника о музици Хармонија II и Инструментални контрапункт и коаутор је Крађе културног и националног блага Југославије 1995. Преминула је 26. априла 2020. у Београду.